# Beek (Quartier)
Beek  ist ein 1,75 km² umfassendes Wohnquartier im Westen des Wuppertaler Stadtbezirks Uellendahl-Katernberg und gehört zum Gebiet der alten Stadt Elberfeld.

## Geografie
Das Wohnquartier wird im Nordwesten von der Straße In den Birken, im Nordosten von den Straßen Katernberger Schulweg, Herberts Katernberg und August-Jung-Weg, im Süden von der Wuppertaler Nordbahn und der Katernberger Straße sowie der Grenze zu dem Stadtbezirk Elberfeld-West und dem Steinberger Bach begrenzt. Im Uhrzeigersinn umgeben die Wohnquartiere Eckbusch, Nevigeser Straße, Nordstadt, Brill, Nützenberg und Varresbeck das Wohnquartier.
Das zur Hälfte besiedelte Wohnquartier wird im Westen agrarisch genutzt und ist von mehreren kleinen Wäldchen durchsetzt. Es wird von der zentralen Durchgangsstraße In der Beek durchquert, die dem namensgebenden Bach (mittelniederdeutsch Beek, Beke, Becke oder Bäke), der Varresbeck folgt, die am Hof Beek das Wohnquartier verlässt. Die höchste Erhebung ist der 267 Meter über Normalnull hohe Falkenberg.
Im Westen des Wohnquartiers liegt die Anschlussstelle Wuppertal-Katernberg der Bundesautobahn 46.
Zu den Außenortschaften, Ortslagen und Höfen im Wohnquartier zählen Am Hagen, Am Baum, Am Krötelnfeld, An der Straße, Bergerheide, Dorp, Falkenberg, Häuschen, In der Hülsbeck, In der Beek, Herberts Katernberg, Hosfelds Katernberg, König, Nüll und Steinberg.